# Wasmannia scrobifera
Wasmannia scrobifera är en myrart som beskrevs av Kempf 1961. Wasmannia scrobifera ingår i släktet Wasmannia och familjen myror. Inga underarter finns listade i Catalogue of Life.